# Нінечер
Нінечер (також Ні-нечер; Гор-ні-нечер — букв. «той, хто належить до бога») — третій фараон II династії Раннього царства Стародавнього Єгипту.
Щодо нього збереглась значна кількість кам'яних посудин і глиняних печаток. Палермський камінь у 4 рядку містить хронологію подій чотирнадцяти років його правління, яке було най тривалішим серед представників II династії.

## Імена та ідентифікація
Нінечер відомий з Абідоського списку як БаНінечер, а з Саккарського — як Банечеру. Манефон передав його ім'я грецькою у формі Бінофріс й відводить йому термін царювання у 47 років.

## Правління
Імовірно, правління Нінечера справді було доволі тривалим. Тобі Вілкінсон, який досліджував Палермський камінь і Туринський царський папірус, відзначав, що Нінечер міг правити упродовж 40 років. З хроніки Палермського каменя відомо, що він зруйнував міста Шем-Ра і «Дім Півночі», очевидно, розташовані у Дельті.
Ймовірна гробниця Нінечера була знайдена у скелі в Саккарі.